# John Smith (Politiker, 1832)
John Corson Smith (* 13. Februar 1832 in Philadelphia, Pennsylvania; † 31. Dezember 1910 in Chicago, Illinois) war ein US-amerikanischer Politiker. Zwischen 1885 und 1889 war er Vizegouverneur des Bundesstaates Illinois.

## Werdegang
Im Jahr 1854 kam John Smith nach Illinois. Über seine Jugend und Schulausbildung ist nichts überliefert. Beim Ausbruch des Bürgerkrieges trat er als Freiwilliger in einer Einheit aus Illinois in das Heer der Union ein. Er nahm an vielen Schlachten teil und wurde zwischenzeitlich auch verwundet. Innerhalb der Freiwilligentruppen erreichte er bei Kriegsende den Rang eines Brevet-Brigadegenerals. Die Freiwilligen verfügten über ihre eigene Offiziere, die von den Einzelstaaten bezahlt wurden und von diesen auch ernannt wurden. Allerdings unterstanden diese Truppen und Offiziere den Unionsstreitkräften.
Politisch schloss sich Smith der Republikanischen Partei an. In seiner Heimat bekleidete er mehrere offizielle Ämter. Unter anderem war er zwischen 1870 und 1881 als State Treasurer Finanzminister von Illinois. Dieses Amt hatte er zwischen 1883 und 1885 erneut inne. Im Jahr 1876 war er Staatsbeauftragter für die Jahrhundertausstellung. Außerdem übernahm er auch einige Stellen im Dienst der Bundesregierung.
1884 wurde Smith an der Seite von Richard James Oglesby zum Vizegouverneur von Illinois gewählt. Dieses Amt bekleidete er zwischen dem 30. Januar 1885 und dem 14. Januar 1889. Dabei war er Stellvertreter des Gouverneurs. John Smith war auch viele Jahre lang bei den Freimaurern aktiv. Innerhalb dieser Organisation nahm er verschiedene Ämter ein. Außerdem verfasste er einige Bücher über die Freimaurerei. Er starb am 31. Dezember 1910 im Alter von 78 Jahren in Chicago.